# (106) Диона
(106) Диона (лат. Dione) — астероид из группы главного пояса, чей состав, как предполагается, аналогичен составу Цереры. Он был открыт 10 октября 1868 года американским астрономом Дж. К. Уотсоном в Детройтской обсерватории и назван в честь титаниды Дионы из древнегреческой мифологии.

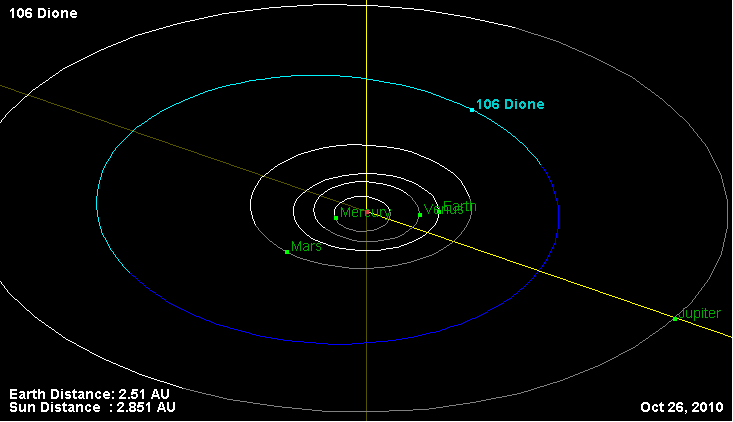
Орбита астероида Диона и его положение в Солнечной системе

19 января 1983 наблюдалось покрытие астероидом звезды. Диаметр астероида 147 км, близкое к этому значение было получено при помощи спутника IRAS.
Японский инфракрасный спутник Akari выявил наличие на Дионе гидратированных минералов.
Не следует его путать с одним из спутников Сатурна, который тоже называется Дионой.